# صينية (ماهلية)
صينية هي إحدى قرى عزلة قانية بمديرية ماهلية التابعة لمحافظة مأرب، بلغ تعداد سكانها 179 نسمة حسب تعداد اليمن لعام 2004.